# Luís Castanho de Almeida
Luís Castanho de Almeida (Guareí, 6 de novembro de 1904 — Sorocaba, 28 de fevereiro de 1981) foi um padre, escritor e historiador brasileiro.
Filho do coronel Aníbal Castanho de Almeida e da professora Ana Cândida Rolim. Publicou vários livros com o pseudônimo de Aluísio de Almeida.
Em 1918 entrou para o seminário e cursou Filosofia e Teologia. Ordenou-se no dia 8 de maio de 1927, na Catedral de Sorocaba. Após atuar como padre em Itararé, Itapetininga e Guareí, em 1933 transferiu-se para Sorocaba, onde fixou residência e assumiu a paróquia de Bom Jesus dos Aflitos, no bairro Além Ponte. Entre 1940 e 1944 foi reitor do Seminário Menor Diocesano de Sorocaba São Carlos Borromeu. Tornou-se conhecido a nível nacional por seus artigos que abordam sobre folclore, costumes, história, biografias, religião entre outros. Trabalhou devotadamente pela preservação da memória sorocabana.
Deixou 22 livros editados e alguns inéditos, que se encontram no arquivo do Instituto Histórico, Geográfico e Genealógico de Sorocaba - Ihggs, localizado na “Casa de Aluísio de Almeida”. A biblioteca da Universidade de Sorocaba leva seu nome.